# Paul Heinrich von Zech
Paul Heinrich von Zech (* 12. Juni 1828 in Stuttgart; † 16. Januar 1893 in Laichingen) war ein deutscher Physiker und Astronom.

## Leben
Paul Heinrich von Zech besuchte von 1841 bis 1845 das evangelische Seminar in Blaubeuren und trat danach in das evangelische Stift Tübingen ein, wo er sich neben seinen theologischen und philosophischen Studien auch denen der Naturwissenschaft widmete. Nach dem Bestehen der ersten theologischen Dienstprüfung 1849 trat er in die Polytechnische Schule Stuttgart ein. Von 1850 bis 1854 wirkte er als Repetent für Mathematik am Seminar Urach. Nach einem zehnmonatigen Aufenthalt am Collège de France in Paris wurde er im Herbst 1855 Repetent für Mathematik und im Frühjahr 1856 für Physik an der polytechnischen Schule in Stuttgart. Nach seiner Promotion 1856 erweiterte sich seine Tätigkeit an der polytechnischen Schule: 1857 war er Hilfslehrer für Mechanik, Meteorologie und Experimentalphysik, 1862 Lehrer für Mechanik und Astronomie und 1865 Hauptlehrer für Physik, Meteorologie und Astronomie. Nach wiederholten Schlaganfällen im Jahr 1890 ließ er sich pensionieren und starb 1893 in Laichingen, wo er sich zur Kur befand. Sein Bruder war der Astronom Julius Zech (1821–1864).
Zech war seit 1884 Vorstand der meteorologischen Zentralstation in Stuttgart und ordentliches Mitglied des statistischen Landesamts. 1867/1868, 1873/74, 1874/75, 1875/76 und 1878/79 bekleidete er das Rektorat der polytechnischen Schule. Am 10. April 1876 wurde er zum Mitglied der Leopoldina für die Fachsektion Physik und Meteorologie ernannt.

## Werke (Auswahl)
- Himmel und Erde. Eine gemeinfaßliche Beschreibung des Weltalls (= Naturkräfte. Band 5). Verlag von R. Oldenbourg, München 1870.
- Das Spektrum und die Spektralanalyse (= Naturkräfte. Band 15). Verlag von R. Oldenbourg, München 1875.
- Die Physik in der Elektro-Therapie. Verlag der H. Lauppschen Buchhandlung, Stuttgart 1875.
- Elektrisches Formelbuch. Mit einem Anhange enthaltend die elektrische Terminologie in deutscher, französische und englischer Sprache (= A. Hartlebens Elektro-technische Bibliothek. Band 10). A. Hartlebens Verlag, Wien / Pest / Leipzig 1883.
- Lufterscheinung in Stuttgart vom 17. März 1867, in: Jahreshefte des Vereins für Vaterländische Naturkunde in Württemberg : zugl. Jahrbuch d. Staatlichen Museums für Naturkunde in Stuttgart, Bd. 22, 1866, S. 233ff. Digitalisat